# جايد كوكون 2
جايد كوكون 2 (بالإنجليزية: Jade Cocoon 2)‏ (باليابانية: 玉繭物語2) ، هي لعبة فيديو إلكترونية من نوع تقمص الأدوار ، نشرت في السوق سنة 2001م وتعمل حصراً لنظام بلاي ستيشن 2 ، وهي الجزء الثاني من سلسلة جايد كونون 2